# 1968 en Ontario
Chronologie de l'Ontario
- 1964
- 1965
- 1966
- 1967
- 1968
- 1969
- 1970
- 1971
- 1972

Cette page concerne des événements d'actualité qui se sont produits durant l'année 1968 dans la province canadienne de l'Ontario.

## Politique
- Premier ministre :  John Robarts du parti progressiste-conservateur de l'Ontario.
- Chef de l'Opposition :
- Lieutenant-gouverneur :
- Législature :

## Décès
- 31 janvier : George Arthur Brethen (en), député fédéral de Peterborough-Est (1921-1925) (° 29 août 1877).
- 5 février : Frances Loring (en), sculpteur (° 14 octobre 1887).
- 16 février : Healey Willan, organisateur et compositeur (° 12 octobre 1880).
- 17 février : Ernest Charles Drury, 8e premier ministre de l'Ontario (° 22 janvier 1878).